# Éliza (Cherubini)
Personnages
- Éliza (soprano)
- Laure, sa femme de chambre (soprano)
- Florindo, un peintre de Gênes (ténor)
- Germain, son serviteur (basse)
- Le prieur de l'hospice du Mont-St-Bernard (baryton)
- Un guide de montagne (soprano)
- Michel, un muletier (ténor)
- Un Savoyard (basse)

Éliza, ou Le Voyage aux Glaciers du Mont Saint-Bernard est un opéra-comique en deux actes de Luigi Cherubini, sur un livret en français de Jacques-Antoine de Révéroni Saint-Cyr. Il a été créé le 13 décembre 1794 au Théâtre Feydeau à Paris.
Cherubini fit dans la musique de cette œuvre un grand usage de couleur locale. Son déroulement dans les Alpes suisses a probablement été inspiré par la popularité de son contemporain Jean-Jacques Rousseau. La partition inclut un ranz des vaches,  mélodie traditionnelle des bergers suisses. Éliza marque une importante étape dans le développement du Romantisme français, et a également remporté beaucoup de succès en Allemagne. L'évocation musicale de la nature (la tombée de la nuit, la tempête) par Cherubini a inspiré Carl Maria von Weber, qui était un admirateur de cette œuvre.
L'opéra a été joué en 1960 au Teatro della Pergola à Florence, en version italienne (traduction de Giulio Confalonieri).

## Distribution de la création
| Rôles                                     | Voix    | Création, le 13 décembre 1794 |
| ----------------------------------------- | ------- | ----------------------------- |
| Éliza                                     | Soprano | Julie-Angélique Scio          |
| Laure, sa femme de chambre                | Soprano |                               |
| Florindo, un peintre de Gênes             | Ténor   | Pierre Gaveaux                |
| Germain, son serviteur                    | Basse   |                               |
| Le Prieur de l'hospice du Mont-St-Bernard | Baryton | Jean-Blaise Martin            |
| Un guide de montagne                      | Soprano |                               |
| Michel, un muletier                       | Ténor   |                               |
| Un Savoyard                               | Basse   |                               |

## Argument
Florindo et Éliza sont amoureux, mais le père d'Éliza s'oppose à leur mariage. Florindo et son serviteur partent en voyage au Col du Grand-Saint-Bernard, où ils sont accueillis par le prieur du monastère local. Florindo reçoit une lettre qui lui fait croire qu'Éliza s'est fiancée avec un autre homme. Il se met alors en route pour le glacier à proximité, avec l'intention de s'y donner la mort. Éliza arrive au monastère, apportant la nouvelle de la mort de son père. Elle est maintenant libre d'épouser Florindo. Elle trouve son billet d'adieu et part le secourir avec l'aide des moines et des guides de montagne. Une violente tempête éclate et déclenche une avalanche qui engloutit Florindo, mais les moines parviennent à le sauver et les deux amoureux sont finalement réunis.

## Source
- (en) Cet article est partiellement ou en totalité issu de l’article de Wikipédia en anglais intitulé « Eliza (Cherubini) » (voir la liste des auteurs).